# Commission régionale de développement
La Commission régionale de développement (CRD) est une commission consultative composée d'experts pluridisciplinaires œuvrant au sein de la Région de Bruxelles-Capitale. Établie dans le cadre de la régionalisation et de l'Ordonnance Organique de la Planification et de l'Urbanisme (OOPU) de 1991, une des 4 ordonnances rassemblées en 2004 dans le Code bruxellois de l’aménagement du territoire (CoBAT), la CRD a pour mission de formuler des avis motivés au Gouvernement régional bruxellois sur des questions liées à l'aménagement du territoire, à la mobilité, à l'environnement, à l'économie, au logement, au patrimoine culturel et naturel, ainsi qu'à l'architecture.

## Composition et nomination des membres
La Commission est constituée de 18 experts indépendants nommés par le Gouvernement bruxellois. Ces experts sont choisis dans les domaines de l'urbanisme (3), la mobilité (3), l'économie (3), l'environnement (3), le logement (2), le patrimoine culturel et naturel (2), ainsi que l'architecture (2).Neuf d'entre eux sont nommés sur recommandation du Parlement de la Région de Bruxelles-Capitale. Initialement composée de 48 membres, la Commission a évolué pour introduire la notion de suppléance, avec un suppléant pour chaque membre effectif, garantissant ainsi un équilibre linguistique et de genre.

### Secrétariat de la Commission régionale de développement (CRD)
Le fonctionnement de la Commission régionale de développement (CRD) repose sur son secrétariat.
- Benoît Périlleux (1993)
- Myriam Cassiers (2009)
- Secrétaire actuel : Thierry Mercken[4].

### Présidences successives de la CRD
1993 : Présidente Françoise Thys-Clément, Vice-Président Gerrit Rauws
1999 : Président Philippe Coenraets, Vice-Président Philippe Helleputte 
2006 : Président Jean de Salle, Vice-Président Eric Corijn 
2010 : Président Jean de Salle, Vice-Président Joachim Declerck 
2015 : Président Jean de Salle, Vice-Président Eric Corijn 
2020 : Président Benoît Périlleux, Vice-Présidente Sarah De Boeck (2020) et Isabelle Van Asbroeck (2021-2024). 

## Historique
La Commission régionale de développement (CRD) trouve ses origines dans l'Ordonnance organique de la planification et de l'urbanisme de 1991, première grande initiative législative de la nouvelle Région bruxelloise, installée en 1989. Cette ordonnance, mise en place pour organiser la planification territoriale, introduit des plans de développement, en complément des plans de secteurs et des plans particuliers d'aménagement issus de la loi de 1962. L'objectif des plans de développement est de fusionner la planification socio-économique avec la planification spatiale et de concevoir une stratégie pour le développement régional.
La CRD, héritière de la Commission régionale d'Aménagement du Territoire (CRAT) instaurée par la loi de 1962, voit ses compétences élargies au développement régional. À l'instar de la CRAT, la CRD est chargée de rendre un avis motivé sur les projets de plan régional de développement, de plan régional d'affectation du sol, de plans d'aménagement directeurs et de règlements régionaux d'urbanisme, ainsi que sur les projets des plans communaux de développement. La Commission peut également formuler des observations ou des suggestions quant à l'exécution ou à l'adaptation des plans et règlements. Elle propose des directives générales pour la préparation et l'élaboration des plans de développement et d'affectation du sol, ainsi que des règlements d'urbanisme.
Au fil des années, la CRD s'est prononcée sur plusieurs projets majeurs, tels que les Plans régionaux de développement (PRD 1 :1993, PRD2 : 2001, PRDD : 2017), les PRAS, les PAD et les RRU. Elle examine non seulement les projets gouvernementaux, mais aussi toutes les réclamations et observations émises pendant les enquêtes publiques, sur lesquelles elle doit se prononcer. Les avis de la CRD sont étayés et basés sur le consensus, renforçant leur impact. En cas d'unanimité, l'avis de la CRD oblige le Gouvernement à motiver toute décision contraire.
La mission de la CRD a été élargie, incluant désormais l'avis sur les avant-projets d'ordonnance et les projets d'arrêtés ayant une incidence notable sur le développement régional. Elle a également rendu des avis d'initiative. À l'origine, la composition de la CRD était principalement au second degré, avec des membres issus des instances consultatives compétentes en matière économique et sociale, de monuments et sites, d'environnement, de logement et de mobilité, ainsi que des représentants des communes et des experts indépendants.
En novembre 2017, le Code bruxellois de l'aménagement du territoire (CoBAT) a été modifié, entraînant des changements dans les modalités de composition de la CRD. Depuis janvier 2020, la CRD est composée de dix-huit experts indépendants, dont neuf sont nommés sur présentation du Parlement de la Région de Bruxelles-Capitale, représentant diverses disciplines telles que l'urbanisme, la mobilité, l'environnement, le logement, le patrimoine culturel et naturel, l'économie et l'architecture. La CRD dispose d'un site internet où tous les avis remis sont consultables.

## Missions et compétences
La CRD intervient en émettant des avis motivés sur les avant-projets d'ordonnance, les projets d'arrêtés, les projets de plans et règlements régionaux et communaux, conformément aux articles 7 et 8 du Code Bruxellois de l'Aménagement du Territoire (CoBAT). Elle se prononce également sur les projets de plans particuliers d'affectation du sol (PPAS) et les plans d'expropriation liés à la réalisation du Plan Régional d'Affectation du Sol (PRAS).
La Commission a la possibilité d'émettre des observations ou des suggestions concernant la mise en œuvre ou l'adaptation des plans et règlements qui relèvent de sa compétence. De plus, elle offre des directives générales pour orienter la préparation et l'élaboration des plans de développement, d'affectation du sol, ainsi que des règlements d'urbanisme. En outre, le Gouvernement a la faculté de soumettre à la Commission régionale toute question liée au développement de la Région.

## Législation et références
- Articles 7 et 8 du Code bruxellois de l'Aménagement du Territoire (CoBAT)[8];

- Arrêté du Gouvernement de la Région de Bruxelles-Capitale du 4 juillet 2019 relatif à la Commission régionale de développement[9].

- Arrêté du Gouvernement de la Région de Bruxelles-Capitale portant nomination des membres de la Commission régionale de Développement du 19 décembre 2019[2].

- Règlement d'Ordre intérieur de la Commission régionale de Développement.

Cette institution joue un rôle crucial dans le développement harmonieux de la Région de Bruxelles-Capitale, garantissant une planification territoriale éclairée et concertée.